# Биесимас
Биесимас (каз. Биесимас) — село в Аягозском районе Абайской области Казахстана. Входит в состав Сарыаркинского сельского округа. Код КАТО — 633479105.

## Население
В 1999 году население села составляло 144 человека (71 мужчина и 73 женщины). По данным переписи 2009 года, в селе проживали 93 человека (48 мужчин и 45 женщин).